# Bolinichthys
A Bolinichthys a sugarasúszójú halak (Actinopterygii) osztályának Myctophiformes rendjébe, ezen belül a gyöngyöshalfélék (Myctophidae) családjába tartozó nem.

## Rendszerezés
A nembe az alábbi 7 faj tartozik:
- Bolinichthys distofax Johnson, 1975
- Bolinichthys indicus (Nafpaktitis & Nafpaktitis, 1969)
- Bolinichthys longipes (Brauer, 1906)
- Bolinichthys nikolayi Becker, 1978
- Bolinichthys photothorax (Parr, 1928)
- Bolinichthys pyrsobolus (Alcock, 1890)
- Bolinichthys supralateralis (Parr, 1928)